# Пожарна
Пожарна (рум. Pojarna) — село в Унгенском районе Молдавии. Наряду с селом Синешты входит в состав коммуны Синешты.

## География
Село расположено на высоте 150 метров над уровнем моря.

## Население
По данным переписи населения 2004 года, в селе Пожарна проживает 21 человек (8 мужчин, 13 женщины).
Этнический состав села:
| Национальность | Число жителей | Процентный состав |
| -------------- | ------------- | ----------------- |
| молдаване      | 21            | 100.0             |
| Всего          | 21            | 100%              |